# Zabójstwo Daniela Pełki

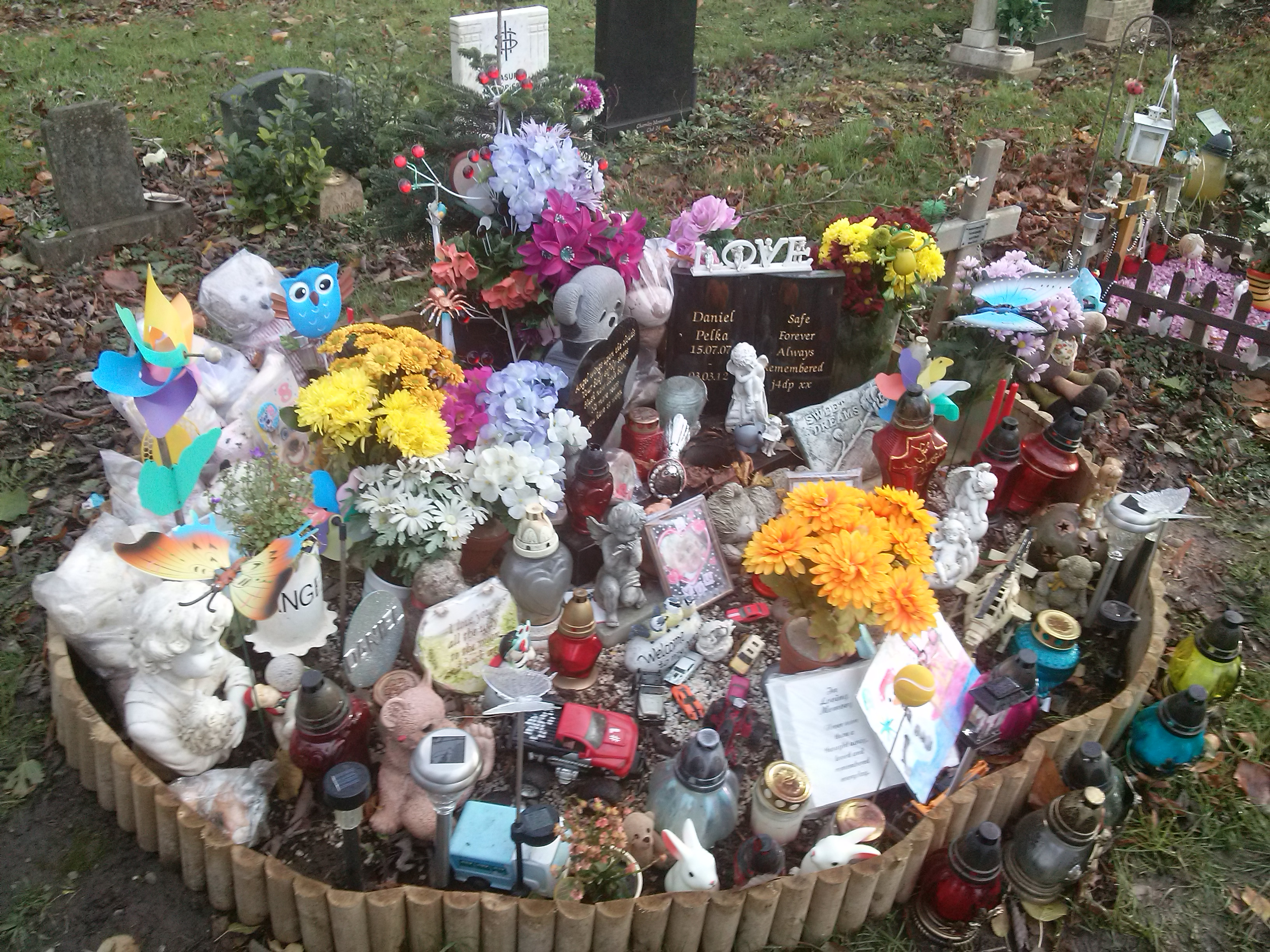
Pomnik Daniela Pełki, symboliczny grób na cmentarzu St. Paul's w Foleshill (dzielnica Coventry). Stan sprzed interwencji urzędników w styczniu 2016.

Morderstwo Daniela Pełki – morderstwo, do którego doszło 3 marca 2012 w Coventry, a którego ofiarą był czteroletni Daniel Pełka. Bezpośrednią przyczyną śmierci chłopca był uraz głowy, na jego ciele znaleziono także 40 innych obrażeń. Daniel był wygłodzony, w momencie śmierci ważył 10,5 kilograma. Również jego wzrost był poniżej normy.

## Przebieg wydarzeń
Matka Daniela, Magdalena Łuczak, była w ciąży, gdy rozstała się z jego biologicznym ojcem, Erykiem Pełką, i wyjechała do Wielkiej Brytanii. Daniel Pełka urodził się w Coventry 15 lipca 2007. 6 grudnia 2009 Magdalena Łuczak poznała Mariusza Krężołka, który został jej nowym partnerem. Niedługo później para zamieszkała razem w Bedworth, z zamiarem wspólnego opiekowania się Danielem. Rok później, 5 stycznia 2011, doszło do złamania kości ramiennej u chłopca. Po 12 godzinach bólu jego opiekunowie zdecydowali się na powiadomienie służb medycznych. Twierdzili wtedy, że uraz powstał w wyniku nieszczęśliwego wypadku. W dokumentacji medycznej już wtedy odnotowano niedowagę u chłopca.
W marcu 2011 para przeprowadziła się do Coventry. Daniel został umieszczony w małym pokoiku, z którego nie pozwalano mu wychodzić. Od wewnątrz nie było klamki. Latem 2011 służby medyczne oraz pracownicy socjalni otrzymali kolejne sygnały świadczące o niewłaściwej opiece nad Danielem. Zgłoszony został m.in. problem "nadmiernego apetytu" chłopca. We wrześniu 2011 Daniel rozpoczął naukę szkolną w Little Heath Primary School w Coventry. W październiku 2011 dom Daniela kilkakrotnie odwiedzali pracownicy szkoły, zaniepokojeni stanem zdrowia chłopca. Jego matka twierdziła, że Daniel z nieznanych powodów dostaje w nocy wilczego apetytu, a w dzień jeść nie chce. Miesiąc później w szkole odnotowano, że Daniel podkrada jedzenie innym dzieciom.
Opiekunowie chłopca zaczęli unikać kontaktu ze służbami medycznymi i pracownikami szkoły. Wizyty u lekarza matka Daniela odwoływała pod różnymi pretekstami, a pracownicy szkoły nie mogli zastać nikogo podczas prób wizyt domowych. Daniel coraz częściej opuszczał zajęcia szkolne. W grudniu 2011 przyłapano go w szkole na wyciąganiu z koszy na śmieci resztek jedzenia i spożywaniu ich.
W styczniu 2012 nauczyciele zauważyli na ciele Daniela guzy i podbiegnięcia krwawe. Pod koniec lutego Daniel nie nawiązywał już żadnego kontaktu z innymi uczniami, nie mówił, nie reagował. 1 marca 2012 chłopiec został w domu pobity, doznał wówczas urazu głowy będącego bezpośrednią przyczyną śmierci. Pobitego zostawiono go w pokoju bez klamki od wewnątrz. 2 dni później służby medyczne zostały wezwane z powodu braku oddechu u chłopca. Po przewiezieniu Daniela do szpitala 3 marca 2012 stwierdzono jego zgon.

## Śledztwo i proces
Śledztwo wykazało, że Daniel był celowo głodzony, zamykany w pokoju bez klamki, zmuszany do jedzenia soli, podtapiany w wannie i bity. Jako dowody posłużyły wiadomości SMS, jakie przesyłali między sobą opiekunowie Daniela, a także ewidencja wyszukiwań w Internecie frazy "skutki przedawkowania soli" oraz zeznania jego brata lub siostry (sąd utajnił imię i płeć dziecka). Dziecko to zeznało, że było świadkiem znęcania się nad Danielem oraz próbowało pomóc bratu, przemycając żywność do pokoju, w którym przebywał, czy też prosząc opiekunów o zaprzestanie bicia lub podtapiania. Magdalena Łuczak i Mariusz Krężołek zostali skazani na karę dożywotniego pozbawienia wolności z możliwością ubiegania się o zwolnienie warunkowe najwcześniej po 30 latach. Magdalena Łuczak popełniła samobójstwo, wieszając się w więziennej celi 14 lipca 2015. 28 stycznia 2016 został znaleziony martwy w swojej celi ojczym Daniela, Mariusz Krężołek.

## Upamiętnienie
Daniel Pełka został pochowany w Łodzi. Jednakże w Coventry istnieje jego symboliczny grób na cmentarzu św. Pawła w dzielnicy Foleshill. Jego pomysłodawczynią i opiekunką jest Angielka, Nicci Astin. Na symboliczny grób odwiedzający przynoszą zabawki, pamiątki, pozostawiają wyrazy współczucia. Ponieważ zaczęły one zajmować także sąsiednie kwatery, władze miasta zdecydowały o ich usunięciu, pozostawiając na pomnik znacznie mniejszą powierzchnię. Wszystkie pamiątki zostały jednak zwrócone opiekunce pomnika. Piosenkę poświęconą pamięci Daniela, zatytułowaną Salt (Sól), wykonuje indie rockowy zespół Little Comets.

## Projekt "Daniel's Law"
Po śmierci Daniela Pełki powstała inicjatywa społeczna mająca w założeniu nie dopuścić do powtórzenia się tego typu zdarzeń. Jej inicjatorzy postulują wprowadzenie "Daniel's Law" – prawa do darmowych posiłków dla wszystkich dzieci w klasach 0-3. Obecnie w Wielkiej Brytanii prawo do darmowych posiłków uzależnione jest od sytuacji rodziny i nie obejmuje wszystkich dzieci.